# 阿拉斯加天然气输送系统
阿拉斯加天然气输送系统是由TransCanada Corporation和埃克森美孚共同开发的天然气管道。該管道於1981年动工，1986年冬季前建成。系统主干管线长约7800千米，阿拉斯加境內部分长1198千米，加拿大境內部分长3271千米。